# Flicorno sopranino
Il Flicorno sopranino (chiamato anche flicornino e piston) è uno strumento musicale appartenente alla famiglia degli ottoni e alla sottofamiglia dei flicorni, di cui rappresenta il membro più acuto.
A questo strumento venivano e vengono spesso affidati i soli del soprano lirico nelle trascrizioni d'opera per banda. Oggi è sempre più in disuso per la sua difficoltà, per la difficoltà nel reperire strumenti di qualità visto che le principali case produttrici di ottoni non lo inseriscono nei cataloghi e quelli artigianali hanno solitamente grandi errori nella produzione ed una pessima intonazione soprattutto nei modelli a valvole rotative e inoltre per la tendenza ad avere un volume elevato nonostante il timbro scuro. Inoltre il miglioramento dei flauti e di altri legni dal timbro acuto e il cambio del repertorio bandistico lo rendono sempre meno indispensabile oltre al ritorno all'utilizzo della cornetta soprano in Mi♭, con un'estensione simile ma molto più facile da intonare, con una tecnica più simile a quella della tromba, dalla facile reperibilità e dai prezzi modesti in confronto, ma dal suono molto meno espressivo e più trombettistico. Anche le trombe stanno, grazie a un maggior virtuosismo degli esecutori e al perfezionamento della tecnica, sostituendo i flicorni sopranini negli assoli ma non negli arrangiamenti.